# Ma Lin (calciatore)
Ma Lin (马林S, Mǎ LínP; Qiqihar, 28 luglio 1962) è un allenatore di calcio ed ex calciatore cinese, di ruolo attaccante.

## Palmarès

### Giocatore

#### Competizioni nazionali
- Campionato cinese: 6

Liaoning: 1985, 1987, 1988, 1990, 1991, 1993
- Coppa della Cina: 2

Liaoning: 1984, 1986

#### Competizioni internazionali
- AFC Champions League: 1

Liaoning: 1989-1990

### Allenatore

#### Competizioni nazionali
- China League One: 1

Liaoning: 2009